# Боратинська сільська рада (Радивилівський район)
Бора́тинська сільська́ ра́да — орган місцевого самоврядування в Радивилівському районі Рівненської області. Адміністративний центр — село Боратин.

## Загальні відомості
- Боратинська сільська рада утворена в 1940 році.
- Територія ради: 44,777 км²
- Населення ради: 1 144 особи (станом на 2001 рік)

## Розташування
Територія, яка підпорядковується Боратинській сільській раді, межує з Березинівською, Добриводською, Іващуківською, Крупецькою, Ситненською, Теслугівською, Хотинською сільськими радами Радивилівського району.

## Населені пункти
Сільській раді підпорядковані населені пункти:
- с. Боратин
- с. Гоноратка
- с. Довгалівка

## Склад ради
Рада складається з 16 депутатів та голови.
- Голова ради: Шанковський Ігор Павлович

### Керівний склад попередніх скликань
| Прізвище, ім'я, по батькові | Основні відомості                                                                     | Дата обрання | Дата звільнення |
| --------------------------- | ------------------------------------------------------------------------------------- | ------------ | --------------- |
| Шанковський Ігор Павлович   | Сільський голова, 1963 року народження, освіта незакінчена вища, член Народної партії | 26.03.2006   | 31.10.2010      |
| Шанковський Ігор Павлович   | Сільський голова, 1963 року народження, освіта незакінчена вища, безпартійний         | 31.10.2010   |                 |

Примітка: таблиця складена за даними сайту Верховної Ради України